# (239046) Judysyd
(239046) Judysyd est un astéroïde de la ceinture principale.

## Description
(239046) Judysyd est un astéroïde de la ceinture principale. Il fut découvert le 25 février 2006 à la station USNO de Flagstaff par Stephen Levine et Arne Henden. Il présente une orbite caractérisée par un demi-grand axe de 2,45 UA, une excentricité de 0,04 et une inclinaison de 9,2° par rapport à l'écliptique.

## Compléments